# Захарчук Євген Миколайович
Захарчук Євген Миколайович (11 грудня 1882, с. Гадинківці, нині Гусятинський район, Тернопільська область — 13 серпня 1938, м. Київ) — український театральний актор. Грав коханців та характерні ролі, у молодості співав в оперетах.

## Біографія
Навчався в українській гімназії у Тернополі.
Працював актором театру товариства «Руська бесіда» у Львові (1901–1906), від 1909 — в театрі Миколи Садовського у Києві, 
також — у Київському театрі «Веселий жарт» (1915), редактором часопису «Державні вісті» (орган ЦР). Від 1925 року — актор Українського народного театру в Харкові, у 1927–1930 грав у Українському робітничому театрі окружної профради, від 1929 року в Київському польському державному театрі.
Восени 1932 переїхав до Москви, працював у театрі ЧА, потім — Московському українському державному театрі. У 1936–1937 роках — актор Польського театру в Мінську.
В квітні 1937 Захарчук заарештований органами НКВС у Києві; в жовтні того ж року його засудили до розстрілу.
Реабілітований у вересні 1994 року.

## Ролі
- Андрій, Чарнота («Тарас Бульба» за М. Гоголем),
- Мазепа («Мазепа» Ю. Словацького),
- Олекса, Куртц, Невідомий («Бурлака», «Хазяїн», «Сто тисяч» І. Карпенка-Карого),
- Марс (опера «Енеїда» М. Лисенка; вперше на українській сцені),
- Дрявкін-Кульбицький («Фея гіркого мигдалю» І. Кочерги) й ін.

## Постановки
У 1914 році Євген Захарчук у театрі Миколи Садовського поставив спектакль «З доброго серця» Люціана Риделя (у власному перекладі).